# Belén Franch Gras
Belén Franch Gras (Valencia, 1984) es una científica valenciana, investigadora en la Universidad de València y profesora adjunta en la Universidad de Maryland.
El año 2018 fue galardonada por la NASA con la Medal of Honor for Early Career Achievement por sus logros. Así mismo en 2019 recibió el premio de la NASA Goddard Exceptional Achievement for Science como miembro del grupo Long Term Data Recuerdo (LTDR). En 2019 recibió el premio Joven Talento del EVAP (Asociación de Empresarias y Profesionales de Valencia) y en 2020 el premio Forinvest a la trayectoria profesional en innovación y emprendeduría. Belén Franch ha sido incluida, con otras 27 mujeres, en el libro Exploradoras y aventureras de la ciencia como referente femenino de mujer científica y en el libro Más mujeres valencianas que han hecho historia, editado por Bromera.
En 2018 consiguió la máxima puntuación para la recuperación de personal investigador de excelencia en el desarrollo de proyectos I+D+i en el territorio valenciano, en la categoría sénior del programa Generación Talento de la Generalidad Valenciana, cuestión por la cual trabaja a la Universidad de Valencia como investigadora distinguida desde 2019.
Su trabajo se centra a realizar investigaciones sobre el cambio climático a través del estudio del albedo superficial y cómo mejorar la información del rendimiento y producción de los cultivos antes de ser segados. Ha publicado más de 40 artículos en revistas SCI, capítulos de libros e informes técnicos para la Agencia Espacial Europea y la NASA. Ha participado como investigadora en más de 30 proyectos financiados por la UE, NASA o ESA, siendo investigadora principal en 9 de ellos.
El año 2018 fue galardonada por la NASA con la Medal of Honor for Early Career Achievement por sus logros. Así mismo en 2019 recibió el premio de la NASA Goddard Exceptional Achievement for Science como miembro del grupo Long Term Data Recuerdo (LTDR). En 2019 recibió el premio Joven Talento del EVAP (Asociación de Empresarias y Profesionales de Valencia) y en 2020 el premio Forinvest a la trayectoria profesional en innovación y emprendeduría. Belén Franch ha sido incluida, con otras 27 mujeres, en el libro Exploradoras y aventureras de la ciencia como referente femenino de mujer científica y en el libro Más mujeres valencianas que han hecho historia, editado por Bromera.
En 2018 consiguió la máxima puntuación para la recuperación de personal investigador de excelencia en el desarrollo de proyectos I+D+i en el territorio valenciano, en la categoría sénior del programa Generación Talento de la Generalidad Valenciana, cuestión por la cual trabaja a la Universidad de Valencia como investigadora distinguida desde 2019.